# پاپ پاسکال دوم
پاپ پاسکال دوم (به انگلیسی: Paschal II) یکی از پاپ‌های کلیسای کاتولیک رم بود که در ایتالیا به دنیا آمد و از ۱۰۹۹ تا ۱۱۱۸ میلادی پاپ بود.